# 3 (groupe britannique)
Ne doit pas être confondu avec 3 (groupe américain).
Pour les articles homonymes, voir 3 (homonymie).
3 (parfois appelé Emerson, Berry & Palmer) est un supergroupe de rock progressif de courte durée formé en 1988 par les anciens membres d'Emerson, Lake and Palmer, Keith Emerson et Carl Palmer et le guitariste-bassiste chanteur américain Robert Berry.
Après un unique album, 3 se sépare. Keith Emerson et Carl Palmer retrouvent Greg Lake pour l'album Black Moon en 1992 et Berry forme le groupe Alliance .

## Biographie
En 1988, le musicien américain Robert Berry est contacté au téléphone par Carl Palmer, à l'improviste. N'ayant pu se mettre d'accord sur les membres d'un futur groupe, Berry déménage en Angleterre où Steve Howe lui de demande d'intégrer son groupe GTR. Cependant, il quittera rapidement ce dernier à cause de difficultés internes, mais pas avec Howe comme il l'expliquera : « C'était incroyable de travailler avec [Howe], l'un de mes héros musicaux. » Juste avant que Berry ne retourne aux États-Unis, son manager Brian Lane lui téléphone et lui annonce que Keith Emerson souhaite l'intégrer à son nouveau groupe. Robert Berry est ravi : « Oui, je suis le gars le plus chanceux, tu ne crois pas ? C'est lors de cette réunion que nous avons décidé de mettre sur pied le groupe 3. »

### Album et singles
En février 1988, le groupe sort son unique album studio, To the Power of Three, chez Geffen Records. Les trois musiciens y sont accompagnés par un trio féminin de choristes.
Un unique single Talkin' bout en est extrait et grimpera à la 9e place au Billboard top 100. La chanson Lover to Lover doit sortir comme deuxième single, car appréciée par le public durant les concerts. Cependant, leur maison de disque Geffen change subitement d'avis. Les trois membres sont bouleversés.
Après les sessions du premier album, deux chansons sont prévues pour l'album suivant. La première est une pièce de 7 ou 8 minutes intitulée The Last Ride into the Sun, composé par Robert Berry qui la joue aux deux autres membres, pensant qu'ils vont la trouver géniale. Mais, Keith Emerson se contente d'en dire « Ca ressemble à ce que je joue ». Robert Berry retravaillera donc cette pièce pour son album Pilgrimage to a Point, sorti en 1995. La deuxième chanson est écrite sur un riff de batterie que Carl joue pendant la répétition. Ces deux riffs amène Robert Berry à écrire une nouvelle chanson.

### Concerts
Du fait que la formation précédente de Keith Emerson, Emerson, Lake and Powell avait eu des moments difficiles en jouant dans de grandes salles (faible fréquentation et accumulation de grosses dettes), le trio décide en tant que nouveau groupe de commencer par de petite salle (de 1000 à 1500 places, voire moins) avant de voir plus grand, comme le Madison Square Gardens.
Ainsi, dans cette renommée salle New-Yorkaise, lors du quarantième anniversaire d'Atlantic Records le 14 mai 1988, diffusé sur HBO, le trio se produit en tant que « Emerson and Palmer » (Berry est sur scène mais sans mention de son nom), mais ne joue qu'un long set instrumental comprenant Fanfare for the Common Man de Aaron Copland, America de Leonard Bernstein, et Blue Rondo de Dave Brubeck, qui deviendra plus tard un rappel d'ELP lors de leurs concerts des années 1990. Le trio n'interprète aucun matériel original d'ELP.
3 se produit dans diverses salles pour soutenir son album. Les trois musiciens sont accompagnés par Paul Keller à la guitare, Debra Parks et Jennifer Steele aux chœurs. Leur liste de chansons se compose principalement de matériel de leur album, y compris Runaway et une version de jam étendue de la reprise de la chanson Eight Miles High. Le groupe interprète un arrangement différent de Desde La Vida. Il se lance aussi dans de longues improvisations instrumentales basées sur la musique d'ELP, y compris Hoedown et Fanfare for the Common Man, mais ne reprend pas de compositions originales d'ELP : Robert Berry n'a pas le même timbre de voix que Greg Lake, et les jouer en concert aurait nécessité des arrangements trop longs et complexes. Une longue reprise élaborée de Standing in the Shadows of Love des Four Tops est également incluse dans les concerts.

### Critiques et fin du groupe
Des fans traditionnels du groupe ELP, estimant qu'ils savent mieux que lui comment poursuivre sa carrière écrivent alors à Keith Emerson pour lui dire qu'il fait une erreur avec cette formation. L'un d'eux laisse son numéro de téléphone dans sa lettre et Keith le rappelle pour le convaincre, mais sans succès, le gars critiquant le groupe pour y avoir employé « des chanteuses de fond légèrement vêtues», réaction qui déplaira fortement à Robert Berry : « Quel type s'opposerait à cela ? Pouah ! En fait, les filles étaient de grandes chanteuses et portaient des tenues cool. Je pense que la plupart des gens ont aimé entendre les voix féminines que Keith avait arrangées pour l'album. C'était un très bon groupe. » 
Keith Emerson ne pouvant résister aux critiques, le groupe 3 se sépare. Robert Berry trouve cela regrettable : « Nous allions dans la même direction que Yes, Genesis et Asia. C'était les années 80. Au niveau de notre single à succès et de notre tournée réussie, nous avions commencé dans la bonne direction. »
Deux albums live sortiront plusieurs années plus tard, tous deux sur Rock Beat Records: Live Boston 88 (2016) et Live - Rockin 'The Ritz (2018).

### Réunion, projet de second album et mort d'Emerson
Après avoir écouté l'album Live Boston 88, Keith Emerson téléphone à Robert Berry. Tout excité, il lui dit qu’il ne peut pas croire à quel point ils ont été un super groupe, adorant le son, le jeu fougueux et les improvisations. Berry lui demande de suite s'il veut poursuivre. Acquiesçant, Emerson envoie à Berry des fichiers numériques avec des parties de clavier à fignoler, passant beaucoup de temps ensemble au téléphone. Keith est enthousiasmé par l'album et il a beaucoup d'idées, y compris d'emporter son énorme synthétiseur Moog modulaire au studio de Robert.
En octobre 2015, Emerson et Berry signent un contrat avec Frontiers Records pour enregistrer enfin un second album qui s'appellera 3.2. Le suicide d'Emerson en mars de l'année suivante met cependant un terme à ce projet. Mais, en juillet 2018, Berry publie (en tant que 3.2) The Rules Have Changed, construit à partir d'idées musicales fournies par Emerson, mais produites et interprétées entièrement par Berry. Pour obtenir les droits de succession, Berry en dernier lieu doit en effet rejouer les parties qu'Emerson avait déjà enregistrés, comme il l'expliquera: « J'ai recréé minutieusement chaque son, chaque nuance, chaque partie du jeu de Keith au point où vous ne pouvez pas distinguer les deux. Je ne dirais jamais que je suis près d’être aussi bon que Keith. Mais grâce à mes nombreuses années de cours de piano, je suis capable de jouer à un niveau élevé. »

## Membres

### Groupe
- Keith Emerson (†) - claviers (1988 – 1989), mort le 11 mars 2016
- Robert Berry - chant, guitares, basse (1988 – 1989)
- Carl Palmer - batterie, percussions (1988 – 1989)

### Musiciens additionnels

#### Album
- Susie O'List : chœurs (1988)
- Lana Williams : chœurs (1988)
- Kim Liat Edwards : chœurs (1988)

#### Concert
- Paul Keller - guitares (1988 – 1989)
- Debra Parks - chœurs (1988-1989)
- Jennifer Steele - choeurs (1988 – 1989)

## Discographie

### Albums

#### Studio
- 1988 : To the Power of Three (sorti en février)

#### Live
- 2016 : Live Boston 88
- 2018 : Live - Rockin 'The Ritz

### Single
- 1988 : Talkin 'Bout